# ادرویل-پوچرگس

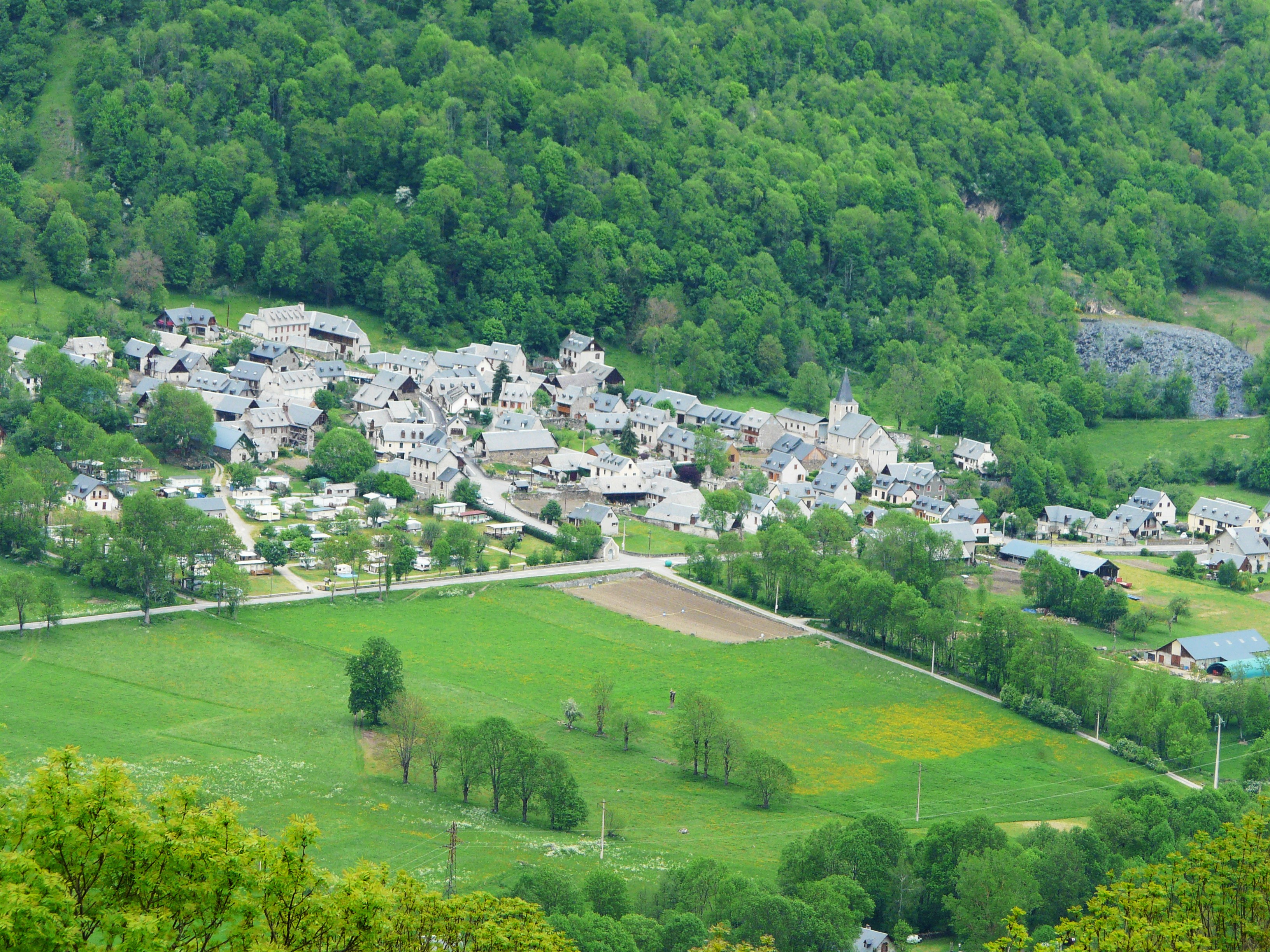
نمای روستای ادرویل-پوچرگس

ادرویل-پوچرگس (به فرانسوی: Adervielle-Pouchergues) یک کمون در فرانسه است که در Canton of Bordères-Louron واقع شده‌است.

## خصوصیات
ادرویل-پوچرگس ۹٫۱۴ کیلومترمربع مساحت و ۱۰۴ نفر جمعیت دارد و ۹۴۸ متر بالاتر از سطح دریا واقع شده‌است.